# Emanuel Zaufal
Emanuel Zaufal (12. července 1837 Buškovice – 8. února 1910 Praha ) byl německý lékař, docent a později profesor na lékařské fakultě pražské Karlo–Ferdinandovy univerzity (po rozdělení univerzity na českou a německou přešel na německou větev). Byl zakladatel ušní kliniky ve Všeobecné fakultní nemocnici v Praze. Zdokonalil vyšetřovací a operační metody v ušním a nosním lékařství, autor odborných prací v oboru.

## Životopis
Zaufal se narodil v poddanském městě Buškovicích v čp. 111 na Podbořansku v rodině místního mydláře Emanuela Zaufalla a jeho manželky Johanny rozené Päschové. Do 12 let navštěvoval základní školu ve svém rodišti, poté roku 1857 maturoval na Gymnáziu v Žatci. Do roku 1863 studoval na lékařské akademii Josephinum ve Vídni, zaměřené na vojenskou medicínu. Zde získal hodnost vrchní lékař (Oberarzt). Nakrátko byl přidělený k pluku v Plzni, ale ještě roku 1863 se vrátil na akademii, kde působil ve funkci asistenta na katedře anatomie u Františka Piťhy. Pod vlivem prací předního otorhinolaryngologa Antona von Troeltsche se ale rozhodl věnovat ušnímu a nosnímu lékařství.
Zaufal byl zatím stále v zaměstnaneckém poměru u vojska. Z tohoto titulu se účastnil prusko-rakouské války ve svazku Benedekovy severní armády. Roku 1867 byl přeložený do Prahy, kde se o tři roky později habilitoval jako docent ušního lékařství na Karlově univerzitě. V roce 1873 byl jmenován mimořádným profesorem. Počátkem roku 1869 se oženil s Marií rozenou Zaufalovou, dcerou hospodářského ředitele statku v Brodech.
Roku 1874 založil Zaufal ve Všeobecné nemocnici v Praze specializovanou ušní kliniku, která působila při Karlově univerzitě a byla jednou z nejstarších toho druhu na světě. Zpočátku byla klinika vybavena pouze dvěma pokoji se třinácti lůžky, od roku 1891 byla rozšířena o další čtyři pokoje, čímž se kapacita zvětšila na 21 lůžek. Jedním z prvních pacientů byl v roce 1874 Bedřich Smetana, Zaufal ale skladateli pomoci nedokázal. V roce 1908 odešel lékař do penze.
Zaufalův přínos oboru spočíval především ve zdokonalení diagnostických metod v ušním a nosním lékařství, zjištění příčin hnisavých zánětů středního ucha a aplikaci nových operačních metod při chirurgické léčbě v daném oboru.

### Spisy (výběr)
- Über die allgemeine Verwendbarkeit der kalten Drahtschlinge zur Operation der Nasenpolypen, nebst Bemerkungen über das Abhängigkeitsverhältniss der Erkrankungen des Ohres von denen der Nase, H. Dominicus, Prag 1878.
- Beitrag zur Unterbindung des centralen Endes der Vena jugularis int. nach Durchtrennung der Clavicula bei otogener septischer Sinusjugularisthrombose, Bellmann, Prag 1903.